# Uwe Dethloff
Uwe Dethloff (* 2. September 1940 in Güstrow) ist ein deutscher Romanist.

## Leben und Werk
Dethloff floh 1946 mit seinen Eltern in den Westen und wuchs in Düsseldorf auf. Von 1961 bis 1967 studierte er in Saarbrücken und Dijon Romanistik und Altphilologie. 1974 wurde er in Saarbrücken (bei Claude Digeon) promoviert mit der Dissertation Das Romanwerk Gustave Flauberts. Die Entwicklung der Personendarstellung von Novembre bis L'éducation sentimentale (1869) (Fink, München 1976). Er habilitierte sich ebenda 1986 mit der Schrift Die literarische Demontage des bürgerlichen Patriarchalismus. Zur Entwicklung des Weiblichkeitsbildes im französischen Roman des 19. Jahrhunderts (Stauffenburg, Tübingen 1988). Nach Gastprofessuren in den USA, Frankreich und Luxemburg wurde er 1991 als Professor für Lettres modernes an die Universität Straßburg berufen, gab diesen Lehrstuhl aber Ende 1993 auf und kehrte als außerplanmäßiger Professor an die Universität des Saarlandes zurück, wo er 2005 pensioniert wurde.
Als ausgewiesener Literaturwissenschaftler und Autor einer großen Grammatik des Französischen mit langjährigem Engagement in der innovativen Hochschuldidaktik weist Dethloff eine an der deutschen Universität seltene Kompetenzbündelung auf, was 2006 die Kultusministerkonferenz bewog, ihn (zusammen mit Thomas Klinkert) mit der Erstellung eines Fachprofils der romanischen Sprachen in der Lehrerbildung zu beauftragen (verabschiedet 2008).

## Weitere Werke (Auswahl)